# Robert Schellander
Robert Schellander (* 31. Jänner 1983 in Klagenfurt am Wörthersee) ist ein österreichischer Fußballspieler auf der Position eines Abwehr- und Mittelfeldspielers.

## Karriere
Schellander begann seine Karriere beim SV Feldkirchen, von wo er zum damaligen Bundesligisten FC Kärnten wechselte. Sein Debüt in der österreichischen Bundesliga gab Schellander am 30. November 2002, als er bei der 0:5-Niederlage des FC gegen die SV Ried in der 69. Minute für Thomas Höller eingewechselt wurde. Sein erstes Bundesligator erzielte der Kärntner am 6. August 2002 gegen SC Schwarz-Weiß Bregenz. Das Spiel endete 1:1. Nach dem Abstieg des FC Kärnten im Jahre 2004 spielte er noch drei Jahre in der zweiten Liga, ehe er leihweise nach Deutschland zur SpVgg Greuther Fürth in die dortige 2. Fußball-Bundesliga wechselte. Durch einige Verletzungen konnte er sich nicht durchsetzen und wurde so nur bei den Amateuren eingesetzt. 2008 kehrte er nach Österreich zurück und unterschrieb beim Bundesligaaufsteiger Kapfenberger SV. Nach zwei Saisonen bei den Obersteirern wechselte der Abwehrspieler Anfang der Saison 2010/11 zu LASK Linz, wo er am 25. Juli 2010 im Spiel gegen den FK Austria Wien unter Trainer Helmut Kraft debütierte.
Insgesamt absolvierte Schellander in der Saison 2010/11 24 Spiele für den LASK und konnte seinen Stammplatz auch in der Spielzeit 2011/12 behaupten, weshalb er das Interesse des Liga-Konkurrenten SC Austria Lustenau weckte, der im Mai 2012 dann auch die Verpflichtung Schellanders bekannt gab.